# Андреас Крістенсен
Андреас Крістенсен (дан. Andreas Christensen, нар. 10 квітня 1996, Ліллеред) — данський футболіст, захисник клубу «Барселона» та національної збірної Данії.

## Клубна кар'єра

### Ранні роки
Народився 10 квітня 1996 року в Ліллереді. Почав займатися футболом в академії «Брондбю», де провів вісім років і привернув увагу найкращих клубів Європи, таких як «Арсенал», «Челсі», «Манчестер Сіті» та «Баварія». 7 лютого 2012 року, Крістенсен підписав контракт з «Челсі» на правах вільного агента, наприкінці перебування Андре Віллаша-Боаша як головного тренера клубу. Після переходу в «Челсі» Крістенсен сказав: «Я вибрав Челсі, тому що вони грають у футбол, який мені подобається».

### «Челсі»
19 травня 2013 року, Андреас, був уперше включений в основний склад команди на матч 38-го туру Прем'єр-ліги проти «Евертона» (2:1), але на поле так і не з'явився. Після закінчення сезону 2012/13, Крістенсен, був частиною основного складу в передсезонному турне по США і підписав свій перший професійний контракт. У сезоні 202013/14 допоміг своєму клубу виграти Молодіжний кубок Англії і молодіжну Прем'єр-лігу.
Дебютував за першу команду «Челсі» в офіційній грі 28 жовтня 2014 року в матчі Четвертого раунду Кубка Футбольної ліги проти «Шрусбері Таун» (2:1), відігравши в стартовому складі 90 хвилин на позиції правого захисника.. Всього в тому сезоні зіграв по одному матчі в чемпіонаті, кубку та кубку ліги, ставши з командою чемпіоном Англії та володарем Кубка англійської ліги.

### «Боруссія»
10 липня 2015 року Крістенсен перейшов у менхенгладбахську «Боруссію» з намецької Бундесліги, на правах оренди строком на два сезони.
Дебютував за нову команду в матчі 1-го раунду Кубку Німеччини проти «Санкт-Паулі» 10 серпня 2015 року, який закінчився перемогою 4:1. 15 серпня дебютував у Бундеслізі, вийшовши в основному складі на матч 1-го туру проти дортмундської «Боруссії» (0:4) і провів на полі весь матч. 5 лютого, відзначився двома голами у ворота «Вердера» (5:1), ці голи стали для нього першими у професійній кар'єрі. Всього в першому сезоні відіграв за менхенгладбаський клуб 31 матч в національному чемпіонаті й зайняв з ним 4 місце, кваліфікувавшись до Ліги чемпіонів на наступний сезон. У другому сезоні також зіграв у 31 грі, але команда закінчила поза єврокубковою зоною.

### Повернення в «Челсі»
Влітку 2017 року данець повернувся до «Челсі» і 12 серпня 2017 року зіграв за аристократів вперше після дворічної оренди в Німеччині, вийшовши на заміну замість Гарі Кегілл у матчі Прем'єр-ліги проти «Бернлі» (2:3). 9 січня 2018 року Крістенсен підписав новий контракт на чотири з половиною роки. Загалом же за сезон 2017/18 Крістенсен провів за лондонців 40 матчів у всіх турнірах, у тому числі три в переможному Кубку Англії. Однак через травму спини Крістенсен не зіграв у переможному фіналі проти «Манчестер Юнайтед». По закінченні сезону він був нагороджений премією «Молодого гравця року».

### «Барселона»
4 липня 2022 року Крістенсен перейшов у «Барселону» як вільний агент і підписав контракт з клубом до 2026 року. Сума відступних становила 500 мільйонів євро.

## Виступи за збірні
2011 року дебютував у складі юнацької збірної Данії, взяв участь у 12 іграх на юнацькому рівні, відзначившись 2 забитими голами.
З 2013 року залучався до складу молодіжної збірної Данії, разом з якою став півфіналістом молодіжного Євро-2015. На молодіжному рівні зіграв у 21 офіційному матчі, забив 1 гол.
8 червня 2015 року дебютував в офіційних іграх у складі національної збірної Данії в товариському матчі проти збірної Чорногорії, який закінчився перемогою 2:1.
У складі збірної був учасником чемпіонату світу 2018 року у Росії.
Наразі провів у формі головної команди країни 18 матчів.
| Дата       | Місто           | Господарі | Результат             | Гості                | Турнір                               | Голи | Примітки |
| ---------- | --------------- | --------- | --------------------- | -------------------- | ------------------------------------ | ---- | -------- |
| 8-6-2015   | Віборг          | Данія     | 2 – 1                 | Чорногорія           | товариський матч                     | -    | 63'      |
| 13-6-2015  | Копенгаген      | Данія     | 2 – 0                 | Сербія               | Відбір до ЧЄ 2016                    | -    | 77'      |
| 24-3-2016  | Гернінг         | Данія     | 2 – 1                 | Ісландія             | товариський матч                     | -    |          |
| 29-3-2016  | Глазго          | Шотландія | 1 – 0                 | Данія                | товариський матч                     | -    |          |
| 3-6-2016   | Копенгаген      | Данія     | 2 – 2                 | Боснія і Герцеговина | товариський матч                     | -    |          |
| 7-6-2016   | Брондбю         | Данія     | 4 – 0                 | Болгарія             | товариський матч                     | -    |          |
| 31-8-2016  | Хорсенс         | Данія     | 5 – 0                 | Ліхтенштейн          | товариський матч                     | -    |          |
| 4-9-2016   | Копенгаген      | Данія     | 1 – 0                 | Вірменія             | Відбір до ЧС 2018                    | -    |          |
| 8-10-2016  | Варшава         | Польща    | 3 – 2                 | Данія                | Відбір до ЧС 2018                    | -    |          |
| 11-10-2016 | Копенгаген      | Данія     | 0 – 1                 | Чорногорія           | Відбір до ЧС 2018                    | -    |          |
| 26-3-2017  | Клуж-Напока     | Румунія   | 0 – 0                 | Данія                | Відбір до ЧС 2018                    | -    |          |
| 6-6-2017   | Брондбю         | Данія     | 1 – 1                 | Німеччина            | товариський матч                     | -    | 46'      |
| 8-10-2017  | Копенгаген      | Данія     | 1 – 1                 | Румунія              | Відбір до ЧС 2018                    | -    |          |
| 14-11-2017 | Дублін          | Ірландія  | 1 – 5                 | Данія                | Відбір до ЧС 2018                    | 1    |          |
| 2-6-2018   | Стокгольм       | Швеція    | 0 – 0                 | Данія                | товариський матч                     | -    |          |
| 9-6-2018   | Брондбю         | Данія     | 2 – 0                 | Мексика              | товариський матч                     | -    |          |
| 16-6-2018  | Саранськ        | Перу      | 0 – 1                 | Данія                | ЧС 2018 - 1-й етап                   | -    | 81'      |
| 21-6-2018  | Самара          | Данія     | 1 – 1                 | Австралія            | ЧС 2018 - 1-й етап                   | -    |          |
| 26-6-2018  | Москва          | Данія     | 0 – 0                 | Франція              | ЧС 2018 - 1-й етап                   | -    |          |
| 1-7-2018   | Нижній Новгород | Хорватія  | 1 – 1 д.ч. (3-2 п.п.) | Данія                | ЧС 2018 - 1/8 фіналу                 | -    | 46'      |
| 13-10-2018 | Дублін          | Ірландія  | 0 – 0                 | Данія                | Ліга націй УЄФА 2018-2019 - 1-й етап | -    | 79'      |
| 16-10-2018 | Гернінг         | Данія     | 2 – 0                 | Австрія              | товариський матч                     | -    | 63'      |
| 16-11-2018 | Кардіфф         | Уельс     | 1 – 2                 | Данія                | Ліга націй УЄФА 2018-2019 - 1-й етап | -    |          |
| 21-3-2019  | Приштина        | Косово    | 2 – 2                 | Данія                | товариський матч                     | -    | 60'      |
| 7-6-2019   | Копенгаген      | Данія     | 1 – 1                 | Ірландія             | Відбір до ЧЄ 2020                    | -    |          |
| 10-6-2019  | Копенгаген      | Данія     | 5 – 1                 | Грузія               | Відбір до ЧЄ 2020                    | -    |          |
| Усього     |                 | Матчів    | 26                    |                      | Голів                                | 1    |          |

## Титули і досягнення
- Чемпіон Англії (1):

«Челсі»: 2014-15
- Володар Кубка Футбольної ліги (1):

«Челсі»: 2014-15
- Переможець Юнацької ліги УЄФА (1):

«Челсі»: 2014-15
- Володар Кубка Англії (1):

«Челсі»: 2017-18
- Переможець Ліги Європи УЄФА (1):

«Челсі»: 2018-19
- Переможець Ліги чемпіонів УЄФА (1):

«Челсі»: 2020-21
- Переможець Суперкубка УЄФА (1):

«Челсі»: 2021
- Переможець Клубного чемпіонату світу (1):

«Челсі»: 2021
- Чемпіон Іспанії (2):

«Барселона»: 2022-23, 2024-25
- Володар Суперкубка Іспанії (1):

«Барселона»: 2022
- Володар Кубка Іспанії (1):

«Барселона»: 2024-25